# 杰里·哈克尼斯
杰拉尔德·B·哈克尼斯（英語：Jerald B. Harkness，1940年5月7日—2021年8月24日），美国NBA联盟前职业篮球运动员。他在1963年的NBA选秀中第2轮第9顺位被纽约尼克斯选中。